# Steve Binns
Stephen John „Steve” Binns (ur. 25 sierpnia 1960 w Keighley) – brytyjski lekkoatleta specjalizujący się w biegach długodystansowych. Sukcesy odnosił również w biegach przełajowych.

## Sukcesy sportowe
- wicemistrz (1981) Wielkiej Brytanii w biegu na 5000 metrów
- mistrz (1983) oraz wicemistrz (1987) Wielkiej Brytanii w biegu na 10 000 metrów[1]

| Rok  | Miasto    | Zawody                                             | Konkurencja                      | Wynik         |
| ---- | --------- | -------------------------------------------------- | -------------------------------- | ------------- |
| 1979 | Bydgoszcz | mistrzostwa Europy juniorów                        | bieg na 5000 m                   | złoty medal   |
| 1979 | Limerick  | mistrzostwa świata juniorów w biegach przełajowych | bieg indywidualny bieg drużynowy | srebrny medal |
| 1987 | Warszawa  | mistrzostwa świata w biegach przełajowych          | bieg drużynowy                   | srebrny medal |

## Rekordy życiowe
- bieg na 2000 metrów – 5:09,14 – Edynburg 26/06/1983
- bieg na 3000 metrów – 7:51,84 – Gateshead 08/09/1979
- bieg na 2 mile – 8:26,54 – Birmingham 19/07/1986
- bieg na 5000 metrów – 13:23,71 – Sewilla 01/06/1988
- bieg na 5000 metrów (hala) – 13:29,28 – Nowy Jork 12/02/1982
- bieg na 10 000 metrów – 27:55,66 – Oslo 09/06/1983
- bieg maratoński – 2:13:32 – Chicago 30/10/1988